# Qaryeh-ye Teymūr
Qaryeh-ye Teymūr är en ort i Iran.   Den ligger i provinsen Khuzestan, i den centrala delen av landet, 400 km söder om huvudstaden Teheran. Qaryeh-ye Teymūr ligger 1 327 meter över havet och antalet invånare är 209.
Terrängen runt Qaryeh-ye Teymūr är bergig åt nordost, men åt sydväst är den kuperad.Runt Qaryeh-ye Teymūr är det ganska tätbefolkat, med 56 invånare per kvadratkilometer. Närmaste större samhälle är Jangeh, 10,0 km nordväst om Qaryeh-ye Teymūr. Trakten runt Qaryeh-ye Teymūr består i huvudsak av gräsmarker.